# Fédération française d'athlétisme
La Fédération française d'athlétisme (FFA) è la federazione sportiva che si occupa dell'atletica leggera in Francia.

## Storia
La FFA nacque come erede dell'Unione delle Società Francesi degli Sport Atletici (Union des sociétés françaises de sports athlétiques, USFSA), a sua volta fondata il 20 novembre 1912.

## Consiglio federale

### Presidenti
- Joseph Genet (1920-1937)
- Paul Méricamp (1937-1942)
- Pierre Tonelli (1942-1944)
- Paul Méricamp (1944-1953)
- René Pisticcini (ad interim 1953-1954)
- Raymond Sergeant (1954-1957)
- Pierre Tonelli (1957-1967)
- Henry Meley (1967-1973)
- Michel Marmion (1973-1985)
- Michel Bernard (1985-1987)
- Lucien André (par intérim)
- Robert Bobin (1987-1993)
- Jean Poczobut (1993-1997)
- Philippe Lamblin (1997-2001)
- Bernard Amsalem (2001-2016)
- André Giraud (2016-in carica)

## Competizioni
- Campionati francesi di atletica leggera
- Campionati francesi di atletica leggera indoor
- DécaNation

## Partner ufficiali[1]
- Adidas
- Areva
- ATHENA
- Go Sport
- Dimasport
- Compeed
- Belambra clubs
- Laboratoires Genévrier
- Mondo